# معتمدية سبيبة
معتمدية سبيبة إحدى معتمديات الجمهورية التونسية، تابعة لولاية القصرين. تمتد على مساحة 514.02 كم2، ويبلغ عدد سكانها 42091 نسمة حسب إحصائيات سنة 2004. وهي تعتبر عاصمة التفاح في تونس. تقع معتمدية سبيبة في الوسط الغربي للبلاد التونسية على خط العرض 35 ° 36 ´ وخط الطول 9° 3´ على حوالي 36م.تبعد عن مدينة القصرين مركز الولاية حوالي 70 كلم 
تفصلها عن العاصمة حوالي 228 كلم باتجاه الشمال، يحدها من الشمال معتمدية جدليان، من الجنوب معتمدية سبيطلة حوالي 35 كلم، من الغرب معتمدية العيون ومن الشرق معتمديتا الروحية وجلمة.

## تاريخ المعتمدية وأهم المواقع التاريخية والأثرية
أول المؤسسين لمدينة سبيبة هم الرومان، وكان ذلك منذ القرن الثاني قبل الميلاد، لذا تعتبر مدينة سبيبة من أقدم المدن التونسية وأعرقها في التاريخ.
ويقول عنها الرحالة ابن حوقل الذي مر بالمدينة سنة 332 هجري في كتابه صور الأرض:
مدينة سبيبة مدينة أزلية كثيرة المياه والأجنة، وعليها سور من حجارة حصين، وبها ربض فيه الأسواق والحانات وسكانها شربهم من عين جارية مياهها كثيرة تسقي بساتينهم وأجنتهم، وهي على مر الأيام كثيرة الفواكه رخيصة الأسعار، ويغلب على غلاتهم الكمون والكروية والبقول والكتان والزعفران ولهم ماشية كثيرة وبها طرق رئيسية جادة تربطها بالقيروان وقرطاج".
وبسبيبة أثار مدينة رومانية كبيرة كانت تسمى سوفاس ، وبها حمامات وحنايا ومسارح وكنائس حول العرب الفاتحون إحداها إلى جامع وجعلوها عاصمتهم الوقتية قبل بناء القيروان.

## المواقع الأثرية والتاريخية
من العهد الروماني والإسلامي، توجد في طريقً السوّاني ً من المدخل الثانوي للمدينة تمتد على مساحة 2,5 هكتارا وتحتوى على مشأة مائية من العهد الروماني وباب سور المدينة وآثار إسلامية تعرف بآثار عقبة.